# Emil von Fischer

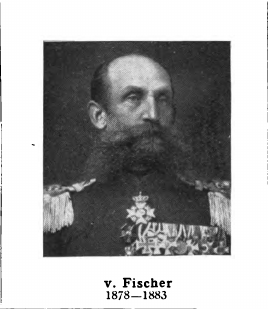
Emil von Fischer (1831–1912)

Johann Heinrich Friedrich Wilhelm Emil Fischer, seit 1882 von Fischer, (* 16. April 1831 in Luxemburg; † 8. Februar 1912 in Unterlauter) war ein preußischer General der Infanterie.

## Leben

### Herkunft
Er war der Sohn von Johann Wilhelm Abraham Fischer (1803–1883) und dessen Ehefrau Wilhelmine, geborene Martini (1803–1879). Sein Vater war Lehrer am Kadettenkorps.

### Militärkarriere
Fischer war zunächst Kadett in Bensberg, wurde aber auf Wunsch des Vaters vorzeitig entlassen und erhielt Privatunterricht. Am 1. Oktober 1850 trat er als Einjährig-Freiwilliger in das 34. Infanterie-Regiment der Preußischen Armee ein und wurde hier am 16. November 1852 zum Sekondeleutnant befördert. Fischer absolvierte vom 1. Oktober 1857 bis zum 7. Juli 1860 die Allgemeine Kriegsschule, wurde zwischenzeitlich Premierleutnant und avancierte Anfang 1861 zum Regimentsadjutanten. Ab 6. März war er mit Wirkung zum 1. April für zwei Jahre nach Paris kommandiert, um seine Kenntnisse der französischen Sprache zu vertiefen. Nach seiner Rückkehr war Fischer als Adjutant des Gouvernements Mainz tätig und wurde am 18. April 1865 zum Hauptmann befördert. Er nahm 1866 als Adjutant beim I. Reserve-Armee-Korps am Deutschen Krieg teil.
Nach dem Friedensschluss kehrte Fischer zunächst in seine Stellung als Adjutant beim Gouvernement Mainz zurück und trat in gleicher Funktion am 5. März 1867 zum Generalkommando des IX. Armee-Korps über. Unter Belassung in dieser Stellung wurde er am 25. September 1867 in das 6. Ostpreußische Infanterie-Regiment Nr. 43 versetzt. Daran schlossen sich ab 16. Februar 1869 Generalstabsverwendungen beim IX. Armee-Korps und ab 7. November 1869 bei der 17. Division an. Als Major nahm Fischer in dieser Funktion während des Krieges gegen Frankreich 1870/71 an den Belagerungen von Tool, Metz und Paris, den Schlachten bei Loigny und Poupry, Orléans, Beaugency sowie Le Mans teil. Seine Leistungen wurde dabei durch die Verleihung beider Klassen des Eisernen Kreuzes gewürdigt.
Am 14. Februar 1874 kehrte Fischer mit der Ernennung zum Kommandeur des II. Bataillons im 2. Magdeburgische Infanterie-Regiment Nr. 27 in den Truppendienst zurück. Zwischenzeitlich zum Oberstleutnant befördert, erhielt er am 1. Februar 1876 das Kommando über das Füsilier-Bataillon in Halberstadt und wurde am 13. April 1878 mit der Führung des 6. Rheinischen Infanterie-Regiments Nr. 68 in Koblenz beauftragt. Zwei Tage nach seiner Beförderung zum Oberst wurde Fischer am 20. April 1878 zum Regimentskommandeur ernannt.
Wilhelm I. erhob ihn am 24. Juni 1882 in den erblichen preußischen Adelsstand. Unter Stellung à la suite seines Regiments beauftragte man Fischer am 6. Dezember 1883 mit der Führung der 33. Infanterie-Brigade. Mit der Beförderung zum Generalmajor wurde er am 12. Januar 1884 zum Kommandeur des Großverbandes in Schwerin ernannt. In gleicher Funktion kommandierte Fischer vom 22. März 1886 bis zum 9. Juli 1888 die ebenfalls in Schwerin stationierte 34. Infanterie-Brigade. Anschließend beauftragte man ihn mit der Führung der 14. Division in Düsseldorf. Zeitgleich mit seiner Beförderung zum Generalleutnant wurde Fischer am 4. August 1888 Divisionskommandeur. Am 24. März 1890 folgte seine Ernennung zum Gouverneur der Festung Metz. In dieser Funktion erhielt Fischer am 2. September 1892 den Charakter als General der Infanterie und wurde zudem für seine langjährigen Verdienste mit dem Kronenorden I. Klasse sowie dem Roten Adlerorden I. Klasse mit Eichenlaub ausgezeichnet. Am 13. März 1894 wurde Fischer in Genehmigung seines Abschiedsgesuches mit der gesetzlichen Pension zur z. D. gestellt.

### Familie
Fischer hatte sich am 1. Juni 1865 in Hannover mit Marion Sarah Barfield (1831–1913) verheiratet. Aus der Ehe gingen zwei Söhne hervor. Hermann Emil Woldemar (* 19. März 1866 in Mainz; † 22. Juni 1907) wurde preußischer Offizier und war zuletzt als Hauptmann im 6. Thüringischen Infanterie-Regiment Nr. 95 tätig. Sein jüngerer Bruder Ottomar Udo Adalbert (1868–1938) schlug ebenfalls eine Offizierslaufbahn ein und brachte es bis zum Generalmajor. Während des Ersten Weltkriegs wurde er als Kommandeur der 231. Infanterie-Brigade mit dem Orden Pour le Mérite ausgezeichnet.